# Канавогас
Канавогас (англ. Canawaugus) — одно из наиболее важных селений западных сенека, входивших в конфедерацию ирокезов. Было расположено на западном берегу реки Дженеси, примерно в миле выше существующего брода, на восточной окраине современного города Каледония. Название означает «дурно пахнущие воды» из-за содержания серы. Канавогас была одной из самых густонаселённых деревень сенека, с населением около 1000 человек.
Когда в 1783 году закончилась война за независимость США, в договорах, отмечавших её окончание, ничего не говорилось о коренных жителях новых Соединённых Штатов. В последующий период земли в западной части Нью-Йорка, на которых проживали ирокезы, покупались, продавались и рассматривались в судебном порядке без представительства индейцев в судах. Селение Канавогас исчезло примерно в 1826 году, в то время, когда все права оставшихся в штате Нью-Йорк ирокезов на землю подверглись нападкам со стороны могущественных земельных спекулянтов.
В селении родились Сажатель Кукурузы, один из известнейших вождей сенека, и Красивое Озеро — пророк и религиозный деятель.